# Таврог, Марианна Елизаровна
Марианна Елизаровна Таврог (16 января 1921, Таганрог — 11 июня 2006) — советский и российский кинорежиссёр, Заслуженный деятель искусств РСФСР (1983)

## Биография
Родилась 16 января 1921 года в еврейской семье. Племянница оперного певца Моисея (Михаила) Борисовича Таврога (1887—?), преподавателя вокала в Московской консерватории. Окончила школу в Таганроге. Училась в Педагогическом институте в Москве. В начале Великой Отечественной войны уехала в Алма-Ату. В 1942 году поступила во ВГИК, размещенный в Алма-Ате.
Заслуженный деятель искусств РСФСР (1983)

## Семья
- Брат — инженер-доменщик Борис Лазаревич Таврог. Сестра — Рита Елизаровна Таврог (1908—1971), киноредактор.
- Муж — Павел Юрьевич Бутягин, химик[1][2]. Сын — Георгий (1948—2010), химик.

## Фильмография
- 1953 — Рассказ о зеленых квадратах[3]
- 1959 — Русская народная игрушка[4]
- 1960 — Самуил Маршак[5][6]
- 1969 — Чукоккала[7]
- 1970 — Михаил Светлов[8]
- 1972 — Ритм стиха[9]
- 1972 — Один Тамм[10]
- 1977 — Мой дом открыт[11]
- 1977 — Лариса Рейснер[12]
- 1979 — Художник сказочных чудес[13]
- 1981 — Портрет[14]
- 1982 — Мне 100 лет[15]
- 1983 — Старые мастера («Центрнаучфильм»)[16]
- 1985 — Ради жизни на Земле[17]
- 1985 — Нащокинский домик[18]
- 1985 — Жизнь цвета[19]
- 1986 — От дедов к внукам[20]
- 1987 — Первый декабрист[21]
- 1988 — Страницы из жизни идеалиста[22]
- 1996 — Театр Марка Шагала[23]
- 1996 — Сентиментальный гротеск, или Художники еврейского театра[24]
- 1999 — Евгений Онегин: Глава Х[25]